# 16. srpnja
16. srpnja (16. 7.) 197. je dan godine po gregorijanskom kalendaru (198. u prijestupnoj godini).
Do kraja godine ima još 168 dana.

## Događaji
- 622. – Muhamed je krenuo na hidžru iz Meke u Medinu, koja označava početak islamskog kalendara
- 1054. – Crkveni raskol („Velika šizma”), raspad kršćanske Crkve na Katoličku i Pravoslavne.
- 1661. – Stockholmska je banka izdala prve novčanice u Europi
- 1945. – U okviru Projekta Manhattan, SAD je uspješno detonirao prvu atomsku bombu u Novom Meksiku.
- 1951. – Jerome David Salinger objavio roman Lovac u žitu
- 1965. – Otvoren je tunel Mont Blanc između Francuske i Italije.
- 1983. – Elvira Petrozzi u ruševnoj kući u Saluzzu utemeljila Zajednicu Cenacolo.
- 1991. – Verhovna Rada proglasila suverenitet nad teritorijem Ukrajinske SSR
- 2018. – Doček Hrvatske nogometne reprezentacija koja je osvojila srebrno odličje u Rusiji na Svjetskom prvenstvu u nogometu 2018., a na ulicama Zagreba i Trgu bana Josipa Jelačića dočekalo ih je oko 550 000 ljudi.

| - 1194. – Klara Asiška, utemeljiteljica franjevačkog reda Sestara klarisa i svetica († 1253.) - 1486. – Andrea del Sarto, talijanski slikar († 1531.) - 1606. – Rembrandt van Rijn, nizozemski slikar († 1669.) - 1796. – Camille Corot, francuski slikar († 1875.) - 1870. – Hermann Harms – njemački taksonom i botaničar († 1942.) - 1872. – Roald Amundsen, norveški istraživač († 1928.) - 1901. – Stjepan Mihalić, hrvatski književnik († 1984.) - 1904. – Leo Joseph Suenens, belgijski kardinal († 1996.) - 1907. – Barbara Stanwick, američka filmska glumica († 1990.) - 1911. – Ginger Rogers, američka glumica († 1995.) - 1927. – Serge Baudo, francuski skladatelj i dirigent - 1937. – Andrija Anković, hrvatski nogometaš († 1980.) - 1941. – Mišo Kovač, hrvatski pjevač - 1942. – Margaret Court, australska tenisačica - 1958. – Michael Flatley, irsko - američki plesač - 1971. – Nataša Mikuš-Žigman, hrvatska političarka - 1978. – Ana Vilenica, hrvatska glumica | - 1216. – papa Inocent III. (* 1161.) - 1342. – Karlo I. Robert, hrvatsko-ugarski kralj (* 1288.) - 1557. – Ana od Klevea, četvrta žena engleskog kralja Henrika VIII (* 1515.) - 1664. – Andreas Gryphius, njemački književnik (* 1616.) - 1896. – Edmond Goncourt, francuski književnik (* 1822.) - 1899. – Margaretta Riley, engleska botaničarka (* 1804.) - 1921. – Franjo Jarmek, hrvatski pjesnik (* 1881.) - 1960. – Ivan Evanđelist Šarić, vrhbosanski nadbiskup (* 1871.) - 1985. – Heinrich Böll, njemački književnik (* 1917.) - 1989. – Herbert von Karajan, austrijski dirigent (* 1908.) - 1994. – Julian Seymour Schwinger, američki fizičar i nobelovac (* 1918.) - 2003. – Celia Cruz, kubansko-američka pjevačica (* 1925.) - 2005. – Pietro Consagra, talijanski kipar i pisac (* 1920.) - 2006. – Ivo Fabijan, hrvatski glazbenik (* 1950.) - 2006. – Winthrop Rockefeller ml., američki političar i poduzetnik (* 1948.) - 2012. – Jon Lord, britanski klavijaturist i skladatelj (* 1941.) - 2017. – George A. Romero, američki filmski scenarist i producent (* 1940.) - 2018. – Marija Kohn, hrvatska glumica (* 1934.) - 2025. – Connie Francis, američka pjevačica i glumica (* 1938.) |

## Blagdani i spomendani
- Gospa Karmelska